# José Albino Gutiérrez
José Albino Gutiérrez (Mendoza, 28 de febrero de 1773 - San Carlos, 16 de octubre de 1831) fue un militar patriota de la independencia argentina y gobernador de la Provincia de Mendoza.

## Inicios
Nació en Mendoza en febrero de 1773. Dueño de una gran extensión de terreno desértico y una poderosa flota de carretas, se dedicó al comercio y en 1802 se enroló en la milicia provincial, llegando al grado de capitán.
Colaboró en la construcción del colegio secundario de Mendoza. Contribuyó con sus bienes a la formación del Ejército de los Andes y apoyó la campaña del coronel chileno Ramón Freire a Chillán. Posteriormente ocupó cargos importantes en el cabildo de la ciudad.
En 1820 no tomó parte en el inicio de la guerra civil, y fue ascendido a coronel por el coronel Tomás Godoy Cruz.

## Punta del Médano
Reemplazó  al jefe del ejército mendocino, general Bruno Morón, cuando este murió al enfrentar las fuerzas del caudillo chileno José Miguel Carrera, exgeneral de Chile. Carrera siguió su avance desde San Luis, con la idea fija de pasar a Chile a derrocar a su enemigo, el conservador Bernardo O'Higgins. La mayor parte de sus fuerzas eran montoneros e indígenas, justamente el tipo de enemigos al que estaba acostumbrado Gutiérrez. Este lo descubrió, atacó y derrotó el 31 de agosto de 1821, en la Batalla de Punta del Médano, secundado por el coronel Manuel Olazábal. Carrera se dio a la fuga hacia San Juan, pero fue tomado prisionero por sus propios hombres y llevado a Mendoza. Allí fue enjuiciado y condenado a muerte. La condena se cumplió el 4 de septiembre de 1821 en el cabildo de Mendoza.
Fue ascendido al rango de coronel mayor, equivalente al de general, el 3 de septiembre de 1821, y el Ejército de Chile le concedió el grado de coronel y poco después el de brigadier general por decreto de O'Higgins. Durante los siguientes dos años y medio fue el comandante militar de la provincia. Simultáneamente se dedicó al cultivo del olivo y la dirección de una fábrica de coches de pasajeros; el primer vehículo que construyó fue donado a la Iglesia Matriz de la ciudad, para el traslado del cura párroco y del viático a los enfermos.
En 1823 fue duramente amonestado a su paso por Mendoza por el general José de San Martín, que consideraba innecesario el fusilamiento de 20 prisioneros ordenado por Gutiérrez después de la prisión de Carrera.

## Gobernación
En abril de 1824 estalló una revuelta en la capital, contra la devaluación que había decretado el gobernador Pedro Molina. Este renunció, pero nadie aceptó el cargo; interinamente lo ocupó un Triunvirato, que hizo elegir como sucesor al general Gutiérrez el 7 de mayo.
Su gobierno no fue popular, y pese a que recompuso el antiguo sistema monetario —cuya modificación había costado el cargo a Molina— se vio obligado a aplastar una revolución pocos días más tarde. Para intentar ganar algo de tranquilidad desterró a varios líderes conspiradores, como Juan de la Cruz Vargas y Juan de Rosas.
El 28 de junio estalló una manifestación en su contra, e inmediatamente se puso al frente de la misma el recién llegado coronel Juan Lavalle, tomando el control de varios regimientos. Gutiérrez intentó convencer a los sediciosos de deponer su actitud, pero resultó herido por el comerciante José Correa, uno de los líderes. Fue alcanzado por los rebeldes en su casa y arrestado, mientras Lavalle asumía interinamente el gobierno provincial. Poco después organizó unas elecciones muy poco libres por las que fue elegida una legislatura que llevó al poder a Juan de Dios Correas, su cuñado.

## Actuaciones posteriores
Fue desterrado a Buenos Aires, de donde pudo regresar a fines de 1826. Se dedicó a administrar sus campos, y especialmente su bodega — la más grande de la provincia en su época — y sus viñas. Se exilió en Chile después de la invasión de la provincia por los unitarios en 1830.
Regresó a Mendoza en abril del año siguiente, y el gobernador Manuel Lemos lo nombró Comandante de Armas de la provincia. Gutiérrez se negó a aceptar el cargo, pero el gobernador insistió y le ofreció todo tipo de apoyos de modo que aceptó y se trasladó al Fuerte de San Carlos, en el sur de la provincia.
Para ese entonces ya era brigadier general.
Poco después, el Valle de Uco fue invadido por los pehuenches de los Hermanos Pincheira, derrotando en un primer combate a los jefes enviados en su contra desde Mendoza, comandantes José Santos Ramírez y Videla. Gutiérrez organizó las milicias provinciales y salió al cruce del malón en la Sierra de Aguanda, cerca de San Carlos. Fue rodeado por los indígenas y seriamente herido a lanzazos, pese a lo cual éstos retrocedieron y se retiraron hacia el sur. Gutiérrez falleció al llegar a San Carlos, presumiblemente ese mismo día.
Sus restos fueron inhumados en la Iglesia Matriz, con una columna que recordaba sus méritos.
El distrito General Gutiérrez del Departamento de Maipú, en la provincia de Mendoza, tomó su nombre de él.
| Precedido por: Pedro Molina (2.º mandato) | Gobernador de la Provincia de Mendoza 1824 | Sucedido por: Juan Lavalle |